# Hunawihr
Hunawihr é uma comuna francesa na região administrativa de Grande Leste, no departamento Alto Reno. Estende-se por uma área de 4,79 km². Em 2010 a comuna tinha 611 habitantes (densidade: 127,6 hab./km²).
Pertence à rede das As mais belas aldeias de França.